# استرداد الضريبة

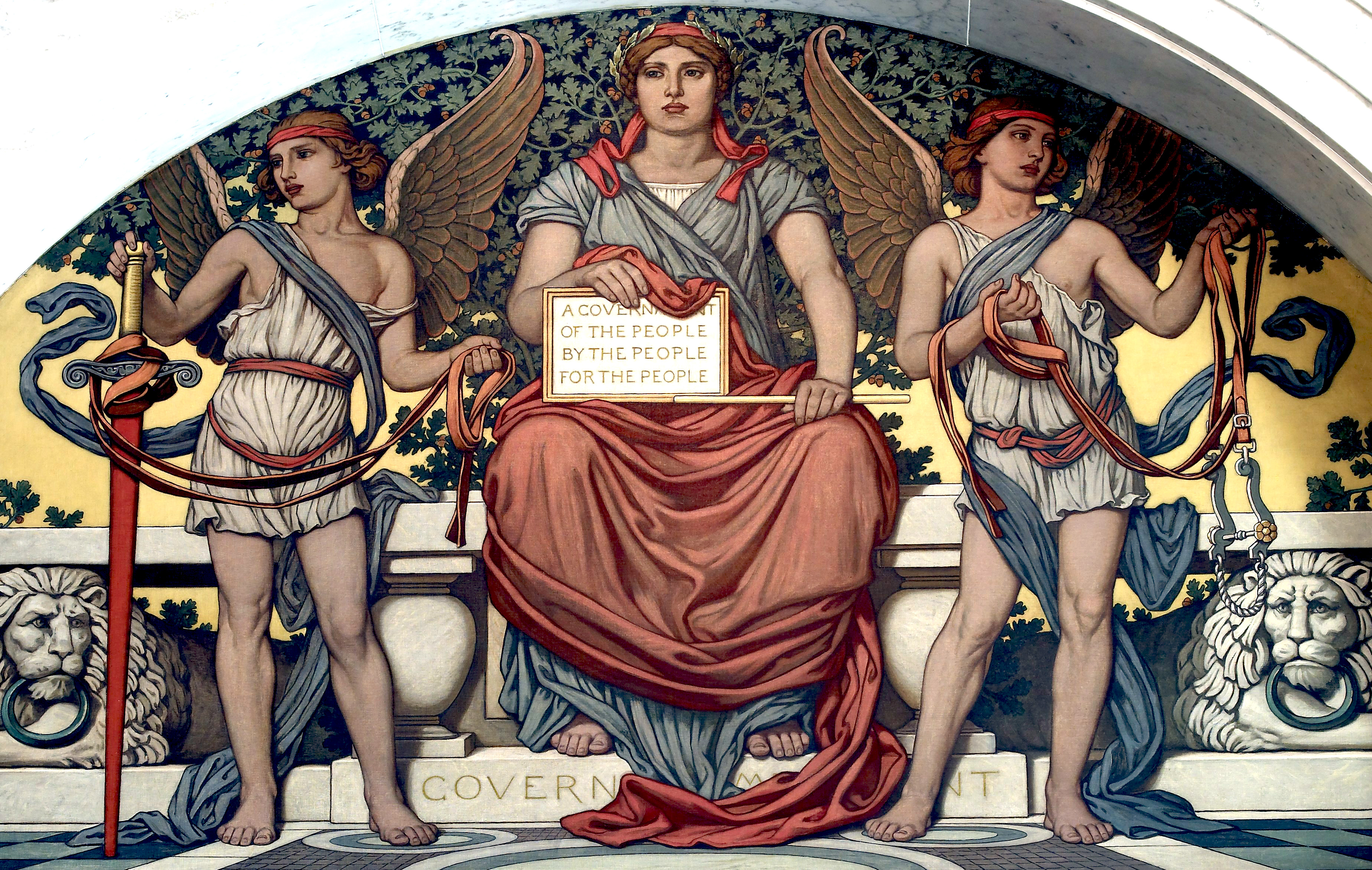

استرداد الضريبة أو الخصم الضريبي هو مبلغ يُردّ إلى دافع الضريبة عندما تكون الضرائب المدفوعة أكثر من الضريبة المستحقة. 

## حسب البلد

### الولايات المتحدة الأمريكية
وفقًا لدائرة الإيرادات الداخلية، فإن 77% من الكشوف الضريبية المقدَّمة في 2004 أسفرت عن شيك استرداد، وبلغ متوسط شيك الاسترداد 2100 دولار. في عام 2011، كان متوسط استرداد الضريبة 2913 دولارًا. وبالنسبة للسنة الضريبية لعام 2017، كان متوسط استرداد الأموال 2035 دولارًا، وكان أقل بنسبة 8% في عام 2018 إذ بلغ 1865 دولارًا، ما يعكس التحسن التي أحدثته التغييرات الجذرية على قانون الضرائب المفروض منذ 30 عامًا. قد يختار دافعو الضرائب إيداع أموالهم المستردة مباشرة في حسابهم المصرفي، أو إرسال شيك لهم عبر البريد، أو تطبيق أموالهم المستردة على ضريبة الدخل للعام التالي. اعتبارًا من عام 2006، يجوز لمقدّمي الكشوف الضريبية تقسيم أموالهم المستردة من الضرائب بإيداع مباشر في ثلاثة حسابات منفصلة تابعة لثلاث مؤسسات مالية مختلفة. وقد أتاح هذا لدافعي الضرائب فرصة لادخار بعض من أموالهم المستردة وإنفاقها (بدلًا من إنفاق أموالهم المستردة فقط). في كل عام، يستردّ عدد من دافعي الضرائب الأمريكيين في جميع أنحاء البلاد مبالغ من ضرائبهم المدفوعة حتى لو كانوا غير مدينين بضريبة الدخل، إذ يرجع ذلك إلى حجب الحسابات وائتمان ضريبة الدخل المكتسب. لأن اقتطاع الضرائب يُحسب على أساس سنوي، فإن الفرد الذي انخرط لتوّه في ميدان العمل أو كان عاطلًا عن العمل لفترة طويلة من الزمن سيترتّب عليه ضريبة مقتطعة أكبر من المستحقة. تُعدّ قروض ترقب الاسترداد وسيلةً شائعة لاسترداد الضريبة مبكرًا، ولكن على حساب الرسوم المرتفعة التي يمكن أن تصل إلى أكثر من 200% من الفوائد السنوية. في تسعينيات القرن الماضي، استغرقت عمليات الاسترداد فترة وصلت إلى اثني عشر أسبوعًا لتعود الأموال إلى دافعي الضرائب؛ لكن متوسط المدة لعملية الاسترداد الآن هو ستة أسابيع، وفي الكشوف المقدّمة إلكترونيًا تستغرق مدة استرداد الأموال ثلاثة أسابيع.
يعتقد بعض الناس أن استرداد مبلغ كبير من الضريبة أو الاقتطاع الدقيق على مدار العام كلاهما أمر غير مرغوب فيه على حد سواء، إذ تمثل الضريبة المستردة الكبيرة قرضًا تردّه الحكومة من دون فوائد. على النحو الأمثل، يجب أن ينتج عن الكشف دفعة مستحقة تقل عن المبلغ الذي قد يتسبب في فرض غرامة جزائية، وهي 100% من ضريبة العام السابق (110% للأفراد ذوي الدخل المرتفع)، أو 90% من ضريبة السنة الحالية، أو 1000 دولار للأفراد الذين لديهم اقتطاع مباشر ولا يدفعون الضريبة المقدّرة. لتقليل مبلغ الضريبة المستردة الذي يجب أن يستلمه دافعو الضرائب، يمكنهم اللجوء إلى واحدة أو أكثر من الطرق التالية: 
- ضبط مبلغ الضريبة الذي تقتطعه الحكومة الفيدرالية من شيك الراتب. يوصَى دافعو الضرائب بالقيام بذلك في الحالات التي تظل فيها تعديلاتهم على الدخل والإعفاءات والخصومات ثابتة نسبيًا من عام لآخر، وإذا كانت الحكومة مطالَبة باستمرار برد مبالغ كبيرة.

- في حالة الأشخاص المعفيين تمامًا من ضرائب الولاية، يمكنهم التحقق من هيئة ضريبة دخل الولاية الخاصة بهم لمعرفة ما إذا كانت هناك استمارة مناسبة يمكن ملؤها وتقديمها لإعفائهم من اقتطاع الدولة

- التحقق من معدلات الضريبة وعتبات الدخل الإجمالي المعدّلة (ينطبق إذا كان دافعو الضرائب يحومون بالقرب من الحد الأدنى لشرائح ضريبية معينة وأُجريت تغييرات على العتبات و/ أو معدلات الضريبة)

- الاستفادة من خصم النفقات الطبية (تنطبق على النفقات الطبية المفروضة الآن على السنوات الضريبية بدءًا من عام 2013)

- تعظيم المبلغ المسموح بادّخاره من دون ضرائب للتقاعد[9]

ومع ذلك، يستخدم بعض الأشخاص أموال الضريبة المستردة مثل «خطة ادّخار» بسيطة لاسترداد الأموال كل عام (على الرغم من أنها أموال فائضة دفعوها في وقت سابق من العام). هناك حجة أخرى مفادها أنه من الأفضل أن تستردّ مالًا على أن تكون مدينًا به، لأنه في الحالة الثانية قد يجد المرء نفسه من دون مال كاف لسداد المبلغ اللازم. عند ملء الاستمارة دبليو-4 بشكل صحيح، سوف تقتطع الاستمارة مبلغ الضريبة الصحيح تقريبًا لتجنب حدوث عملية استرداد أو مبلغ مستحق، على افتراض أن استمارة دبليو-4 مُلئت في بداية السنة الضريبية.
احتوى القانون الفيدرالي الأمريكي الموقَّع في عام 1996 حكمًا يلزم الحكومة الفيدرالية بتسديد المدفوعات الإلكترونية بحلول عام 1999. في عام 2008، اقترنت وزارة الخزانة الأمريكية مع مصرف كومريكا لتقديم بطاقة الخصم مسبقة الدفع من ماستركارد. تُستخدم البطاقة في سداد مدفوعات متلقّي الإعانات الفيدرالية الذين لا يملكون حسابًا مصرفيًا. إلا أن المبالغ المستردة من الضرائب تُستثنى من المدفوعات الإلكترونية. ومع ذلك، فإن العديد من الولايات الأمريكية ترسل المبالغ المستردة من الضرائب على شكل بطاقات خصم مسبقة الدفع إلى الأشخاص الذين ليس لديهم حسابات مصرفية.

### نيوزلندا
في نيوزيلندا، يخصم صاحب العمل ضريبة الدخل بموجب نظام الضرائب PAYE (ادفع كما تكسب). تُجمع هذه المعلومات وتُحفظ لدى إدارة الإيرادات الداخلية (نيوزيلندا) (IRD) ولا تُعالج تلقائيًا. ومع ذلك، يمكن للأفراد العاملين طلب ملخص للأجر المكتسب لمعرفة ما إذا كانوا قد دفعوا مبالغ زائدة أو دفعوا ضرائب أقل عن كل سنة مالية معينة. للمطالبة باسترداد الضريبة، يجب تقديم ملخص للضريبة الشخصية؛ يمكن القيام بذلك من خلال التعامل مع إدارة الإيرادات الداخلية مباشرة أو من خلال وكيل الضرائب. إذا طُلب ملخص للضريبة الشخصية وكانت الضريبة مستحقة في هذه الحالة، ينتج عن ذلك دين، لذلك تُعدّ الحسابات الصحيحة قبل هذا الطلب مهمة، وتقدَّم هذه الخدمات الأساسية عن طريق طرف ثالث هم وكلاء الضرائب. يتمتع وكلاء الضرائب في نيوزيلندا بالتنظيم الذاتي إلى حد كبير، إذ تقدم جمعية الضرائب عبر الإنترنت في نيوزيلندا (OTANZ) الإرشادات والقواعد الناظمة لأكبر أربع وكالات لرد الضرائب في نيوزيلندا والتي تخدم معظم السوق لاسترداد الضرائب الشخصية.

### الهند
في الهند، هناك حكم لاسترداد الضريبة الزائدة مع الفائدة. للمطالبة باسترداد الأموال، يتعين على الشخص تقديم كشف لضريبة الدخل في غضون فترة محددة. ومع ذلك، بموجب المادتين 237 و 119 (2) (ب) من قانون ضريبة الدخل، يتمتع رئيس المفوضين أو مفوض ضريبة الدخل بصلاحية التغاضي عن التأخير في المطالبة باسترداد المبلغ.
توجد أحكام برد الرسوم في الضرائب غير المباشرة. في المادة 11 ب من قانون الإنتاج المركزي، 1944 والذي ينطبق أيضًا في حالات ضريبة الخدمة (قانون المالية، 1994).

### المملكة المتحدة
في المملكة المتحدة، يخصم صاحب العمل ضريبة الدخل بموجب نظام الضرائب PAYE (ادفع كما تكسب) عبر هيئة صاحبة الجلالة للإيرادات والجمارك (HMRC). تعالَج بعض المبالغ المستردة -مثل تلك المستردة بسبب تغيير الرموز الضريبية أو الظروف المماثلة- تلقائيًا عن طريق استمارة بّي800. ينتج في بعض الأحيان عن تغيّر الظروف، مثل تغيير الوظيفة أو الحصول على وظيفة ثانية، فرضُ ضريبة زائدة يمكن المطالبة باستردادها. من الممكن أيضًا تقديم طلبات أكثر تعقيدًا بموجب كل من PAYE وظروف التوظيف الذاتي، على سبيل المثال إذا كان التوظيف في وزارة الدفاع أو خطة صناعة البناء والتشييد التي يستخدمها مقاولو تجارة البناء. في مثل هذه الحالات، يمكن أيضًا المطالبة باسترداد المبالغ من الضرائب المفروضة على مختلف المصاريف المتعلقة بالعمل لمدة تصل إلى آخر أربع سنوات ضريبية؛ تشمل الأمثلة الشائعة تكاليف الإقامة (على سبيل المثال بالنسبة للعمال في الخارج الذين يبيتون قبل النقل إلى منصة حفر)، أو الطعام الذي يتم شراؤه أثناء السفر بين أماكن العمل، أو الشراء أو الاستئجار أو المعدات المتخصصة.

### أيرلندا
في جمهورية أيرلندا، يخصم صاحب العمل ضريبة الدخل بموجب نظام الضرائب PAYE (ادفع كما تكسب). إذا طبّق صاحب العمل حسومات ضريبية غير صحيحة، عندئذ يكون استرداد الضريبة مستحقًا. قد تكون المبالغ المستردة من الضرائب مستحقة أيضًا في خصومات الدخل التي تطبَّق بعد انتهاء السنة الضريبية، أو في حالة إنهاء العمل قبل نهاية السنة، أو في التقييم المشترك لضرائب الزوجين. يجب المطالبة باسترداد الضريبة في غضون أربع سنوات من نهاية السنة الضريبية إذا كان التقييم يتم بموجب نظام الضرائب PAYE.

## كندا
في كندا، يخصم صاحب العمل ضريبة الدخل بموجب نظام الضرائب PAYE. بالنسبة للأفراد العاملين على حسابهم الخاص أو في الاستثمار، الذين يدينون بأكثر من 3000 دولار من صافي الضرائب في عام 2019 وواحد من العامين السابقين، يجب دفع الضرائب في سلسلة من الأقساط الفصلية (ربع سنوية) خلال السنة التي كسبوا فيها الدخل. يمكن أن يؤدي انخفاض كبير في دخل الأفراد العاملين لحسابهم الخاص أو خصم منسي على استمارة تي دي1 إلى دفع مبالغ زائدة عن الضرائب. هؤلاء الأشخاص الذين يقدمون كشوفًا لضرائبهم عبر الإنترنت قبل الموعد النهائي في 30 أبريل يجب أن يستردوا أموالَهم في غضون أسبوعين، بينما يمكن لأولئك الذين يقدّمون كشوفًا ورقية أن يتوقعوا فترة أطول تصل إلى 8 أسابيع. ستدفع وكالة الإيرادات الكندية فائدة يومية مركبة على المبالغ المستردة المتأخرة، والتي تبدأ في 31 مايو أو بعد 31 يومًا من ملء الكشف. تُدفع المبالغ المستردة عن طريق الشيك أو الإيداع المباشر الذي يُعدّ الخيار الأسرع بين الاثنين. في بعض الحالات، ربما تحتفظ وكالة الإيرادات الكندية بجزء من المبلغ المسترد أو كله. وتشمل هذه الحالات أرصدة الضرائب المستحقة، والحجز، ووجود ديون حكومية مستحقة.